# Michelina Tenace
Michelina Tenace (* 1954 in San Marco in Lamis) ist eine italienische römisch-katholische Theologin.

## Leben
Michelina Tenace studierte Philosophie in Paris und machte ihren Abschluss in Literatur an der Universität La Sapienza in Rom. An der Päpstlichen Universität Gregoriana wurde sie mit einer Dissertation über Wladimir Sergejewitsch Solowjow  bei Tomáš Špidlík in Theologie promoviert. Sie unterrichtet seit 2007 Dogmatik und Fundamentaltheologie an der Gregoriania.
2018 wurde sie von Papst Franziskus zur Konsultorin der Kongregation für die Glaubenslehre ernannt, ebenso wie Laetitia Calmeyn und Linda Ghisoni.
Forschungsgebiete sind unter anderem die theologischen Aspekten von sexuellem Missbrauch in der katholischen Kirche und der Spiritualität von Frauenorden. Sie ist seit Studientagen Mitglied des jesuitischen Centro Aletti.